# تاکه‌ئوچی ریزو
تاکه‌ئوچی ریزو (به ژاپنی: 竹内 理三, Takeuchi Rizō); ۰ دسامبر ۱۹۰۷ – ۱ ژانویهٔ ۱۹۹۷ تاریخ‌نگار اهل ژاپن بود. وی بیشتر به دلیل کار در زمینه سوابق تاریخی مربوط به قرون باستان و قرون وسطی تاریخ ژاپن شناخته شده‌است.